# Stanisław Smoleń (dyplomata)
Stanisław Wojciech Smoleń (ur. 22 października 1952 w Limanowej) – polski urzędnik i dyplomata w stopniu ambasadora tytularnego, ambasador RP w Iraku.

## Życiorys
Stanisław Smoleń studia rozpoczął w Akademii Ekonomicznej w Poznaniu. Tytuł magistra stosunków międzynarodowych uzyskał w 1977 w Moskiewskim Państwowym Instytucie Stosunków Międzynarodowych na Wydziale Języków Hindi i Urdu. Studiował także język i literaturę perską na Uniwersytecie w Kabulu (1979–1980). Kończył Studium Podyplomowe Służby Zagranicznej przy PISM (1983). Był stypendystą Trybunału Sprawiedliwości w Hadze, doktoryzował się w Akademii Dyplomatycznej w Moskwie w 1990.
W 1977 rozpoczął pracę w Ministerstwie Spraw Zagranicznych, przechodząc kolejne szczeble kariery zawodowej. Od 2004 urzędnik służby cywilnej. W centrali pracował na stanowiskach eksperckich do spraw Azji Południowej, od 1991 związany z Bliskim Wschodem, od 2003 z problematyką iracką – pełnił m.in. funkcję zastępcy szefa Grupy Zadaniowej ds. Iraku, jednostki powołanej w MSZ do koordynacji polskiego zaangażowania wojskowo-cywilnego w Iraku. W latach 2005––2006 przewodniczył Zespołowi Doradczemu ds. Bliskiego Wschodu i Afryki Północnej. W 2008 pracował w Departamencie Wschodnim, pełniąc funkcję naczelnika Wydziału Europy Wschodniej. Smoleń pracował na placówkach w Kabulu, w Islamabadzie, otwierał ambasady w Sanie i w Rijadzie (chargé d’affaires, 1998–1999). W latach 2004–2005 przez rok pełnił funkcję dorady politycznego przy Dowództwie Wielonarodowej Dywizji Centrum-Południe w Iraku. Jesienią 2006 został skierowany do Bagdadu na czele placówki jako chargé d’affaires. Od 2010 do 2012 reprezentował Polskę w Iraku jako ambasador. Ponownie na czele placówki, jako chargé d’affaires i Konsul RP, od 2016 do 2018.
Stanisław Smoleń zna języki: angielski, rosyjski, hindi i niemiecki; posługuje się także francuskim, perskim i arabskim. Żonaty, trójka dzieci.

## Odznaczenia
- Złoty Krzyż Zasługi (2005)[5]
- Srebrny Medal „Za zasługi dla obronności kraju”[1]